# Angelo Compagnoni
Angelo Compagnoni (Ceccano, 25 settembre 1921 – Ceccano, 25 giugno 2018) è stato un politico e sindacalista italiano.

## Biografia
Nato in una famiglia di origine modeste, ha abbinato alla professione di bracciante gli studi da autodidatta nella sua città natale, Ceccano. Nel 1944 si è iscritto al Partito Comunista Italiano, e alle prime elezioni libere del dopoguerra, nel 1946, è stato eletto consigliere comunale, carica che ha ricoperto nella sua città ininterrottamente fino al 1993, quando ha interrotto la propria carriera politica per motivi di salute.
Nel 1952 venne chiamato a dirigere l'organizzazione provinciale della CGIL, incarico che mantenne fino al 1958 unitamente a quello di Presidente provinciale dell'Alleanza Nazionale dei Contadini, poi divenuta Confederazione Italiana Agricoltori.
Grazie alle sue battaglie per i diritti dei contadini riuscì ad ottenere la candidatura e poi la trionfale elezione alla Camera dei deputati nel 1953 e a rimanervi per due legislature fino al 1963, anno in cui venne eletto al Senato della Repubblica, sempre nelle file del PCI, rimanendovi per altre due legislature fino al 1972. In entrambi i rami del Parlamento fu promotore di diverse leggi volte a migliorare le condizioni dei lavoratori agricoli e dei braccianti, come ad esempio la Legge n. 607 del 22 luglio 1966 che regolava le norme in materia di enfiteusi portandole a vantaggio dei contadini.
In seguito, sempre continuando la propria battaglia a tutela delle fasce più deboli e soprattutto di quelle contadine, ha proseguito il suo impegno politico e sindacale a livello locale.
Dal 1987 al 1990 è stato Sindaco di Ceccano.